# جورج باتون
الجنرال جورج إس باتون (بالإنجليزية: George S. Patton) قائد عسكري في الجيش الأمريكي، إبان الحرب العالمية الثانية. قاد الجيش الثالث أثناء الحرب، والذي انتصر في معظم المعارك التي خاضها. ولد باتون في كاليفورنيا عام 1885 لعائلة عسكرية، فكان جده لأبيه قائدًا في الجيش الاتحادي. التحق باتون في الكلية العسكرية الأمريكية، وتخرج منها عام 1909، وبعدها التحق بسلاح الفرسان. خاض أولى معاركه تحت إمرة الجنرال جون بيرشنغ عام 1916؛ حيث قاتلت القوات الأمركية العصابات المكسيكية المنتشرة على حدود البلاد. مع بدء الحرب العالمية الأولى، رٌقي باتون لرتبة عقيد استثنائيًا، وقاد أثناء الحرب اللواء 345 مدرعات في الجيش الأمريكي. ثم ما لبث أن تم حل اللواء بعد نهاية الحرب.
كانت أكثر إنجازات باتون على الصعيد العسكري في الحرب العالمية الثانية، وقاد عدة انتصارات في شمال أفريقيا، وصقلية، كما وساهم في غزو ألمانيا النازية في أواخر الحرب. في عام 1942، قاد باتون أكثر من 240 ألف جندي أمريكي في عملية إنزال آنجلو، وذلك على سواحل المغرب، وبالفعل استطاع باتون احتلال الدار البيضاء بوقت قصير. في عام 1943 أُنيط به منصب قيادة الجيش السابع، وشارك في غزو صقلية الإيطالية؛ حيث كان باتون هو واضع خطة الغزو. في عام 1944، أصبح قائدًا للجيش الثالث، وهو الجيش الذي طالما ارتبط باسم باتون. شارك الجيش الثالث بشكل رئيسي في غزو الدول التابعة لألمانيا النازية في أوروبا، مثل تشيكوسلوفاكيا، وفرنسا، وبلجيكا، والنمسا.
في نهاية الحرب رُقي إلى رتبة جنرال (4 نجوم). كان باتون ينتقد سياسة الولايات المتحدة بشكل علني، كما كان ينتقد بشدة التحالف مع الاتحاد السوفيتي في الحرب، وعُرف بعدائه الشديد للشيوعية. أدّت تصريحات باتون هذه إلى عزله من قيادة الجيش الثالث الأمريكي في عام 1945، وعُيِّن بعد ذلك قائدًا للجيش الخامس عشر في أوروبا. كان من أهم الحوادث التي زعزعت ثقة قيادة قوات الحلفاء به هو حادثة صفع باتون لجنديين أمريكيين في إحدى المشافي الميدانية أثناء غزو صقلية. وقد طلب منه دوايت آيزنهاور بعد ذلك الاعتذار إلى الجنديين الذين قام بصفعهما. وقد كانت هذه الحادثة سببًا رئيسيًا في منع وصول باتون إلى مجلس قيادة التحالف؛ حيث عُيِّن بدلًا منه عمر برادلي، والذي كان يعمل تحت قيادة باتون في بدايات الحرب. توفي باتون في 21 ديسمبر 1945 بحادث سيارة، وأدّى الحادث إلى إصابته بجروح بالغة، وما لبث أن توفي على إثرها بعد 12 يومًا. ودفن في مقبرة الأمريكيين في مدينة لوكسمبورغ.

## حياته
ولد في 11 نوفمبر 1885 في سان جابرييل في ولاية كاليفورنيا. تشأ باتون في أسرة ثرية من فرجينيا ذات تاريخ طويل في الخدمة العسكرية. التحق بأفضل المدارس الابتدائية قبل قبوله في أكاديمية ويست بوينت العسكرية. وتخرج عام 1909 وكلف بالخدمة في سلاح الفرسان ز نظرا لمهارته الفائقة في الفروسية مثل باتون بلاده في اولمبياد استكهولم عام 1912 في أولى بطولات لعبة الخماسي الحديث. ثم بعد ذلك بعام التحق بالمدرسة الفرنسية للفروسية، وحين عودته إلى الولايات المتحدة قام بتأليف أول كتبه وهو كتيب إرشادي عن سيف المبارزة.

## حياته العسكرية
في عام 1916 انضم باتون إلى حملة عسكرية له فانضم إلى الجنرال جون بيرشنغ إلى المكسيك لمطاردة بانشو فيلا وهناك نال خبرته الأولى في استخدام العربات ذات المحركات وهناك بدأ في اكتساب شهرته نتيجة لبسالته في القتال.

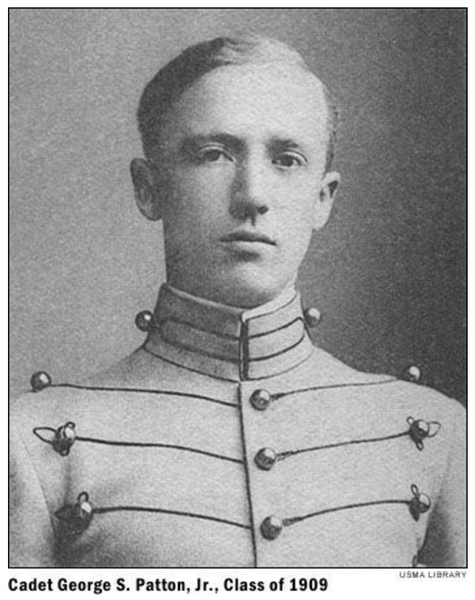
باتون في بداية حياته العسكرية. عام 1909

### فيالحرب العالمية الأولى
في عام 1917 ظل باتون مع بيرشنج معاونا له عند نشر القوات الأمريكية في فرنسا في أثناء الحرب العالمية الأولى. وهناك عُيِّن قائدا لأول وحدة مدرعات أمريكية كان هدفها هو كسر الجمود الذي كان على جبهات الحرب نتيجة لحرب الخنادق. ثم عهد إليه بالإشراف على مدرسة لتدريب العسكريين في نوفمبر 1917 في لانجريه. وأُصيب باتون في خلال الهجوم ميوز- آرجون بجروح طفيفة وحصل على صليب الخدمة المتميزة تقديرا لشجاعته وبسالته في القتال.

### ما بين الحربين
عقب انتهاء الحرب عاد باتون إلى بلاده وهو لا يزال قائدا لأول سلاح مدرعات أمريكي الذي عُرف بلواء الدبابات 314. وظل في فترة ما بين الحربين مدافعا متحمسا لمستقبل سلاح المدرعات. غير أن انخفاض الإنفاق في أمريكا فترة السلم، والكساد الكبير كان لهم أكبر الأثر في تقليل ميزانية الأبحاث في مجال الدبابات، وكذلك إنتاج الدبابات.

### فيالحرب العالمية الثانية
بعد بداية الحرب العالمية الثانية ونجاح الهجمات الخاطفة التي قام بها سلاح المدرعات الألماني بدأت الولايات المتحدة في بناء سلاح المدرعات الخاص بها وفي يوليو 1940 تولّى باتون قيادة اللواء الأول المدرع الذي تم توسيعه ليصبح فيما بعد الفرقة المدرعة الأولى في أبريل التالي ثم تولى قيادة مركز التدريب الصحراوي على طول حدود كاليفورنيا وأريزونا في الفترة ما بين مارس حتى يوليو 1942 حيث وضع مبادئ المدرعات الأمريكية وقام بتدريب وحدات المدرعات الأمريكية.
ساهم باتون في التخطيط للإنزال الأمريكي في شمال أفريقيا وقاد قوة المهام الغربية ابان العملية الفعلية وتولى قيادة الفيلق الأمريكي الثاني في مارس 1943 وحولها من وحدة منهارة معنويا إلى قوة مقاتلة ذات بأس شديد. وفي يوليو التالي تولى باتون - وكان قد وصل إلى رتبة جنرال - قيادة الجيش الأمريكي السابع في أثناء غزو صقلية. واكتسب هناك شهرة واسعة. وبسبب قيامه بصفع اثنين من جنوده متهما اياهم بالتمارض والجبن حرم باتون من الشتراك في غزو إيطاليا. ثم نقل في يناير 1944 إلى إنجلترا للمساعدة في غزو نورماندي والإنزال فيها. وتم توليته قيادة بعض الوحدات الثانوية التي كان هدفها إبعاد أنظار الألمان عن نورماندي حتى يظنو أن الهجوم الرئيسي من كاليه. ثم تم توليته القيادة الميدانية للجيش الثالث الأمريكي بعد مضي شهر على الإنزال الناجح في نورماندي. وأثناء قيادته لهذا الجيش ذاع صيته بوصفه أحد أكفأ القادة العسكريين الميدانيين. وفي أغسطس قاد الهجوم الأمريكي في افرانشيه انطلاقا من رأس الشاطئ وحاصر ما يزيد على 100 ألف جندي ألماني في فاليه -أرجنتن جاب. وفي ديسمبر 1944 قام بقيادة قواته صوب ميتز ثم حول مسار قواته 90° حين قام الألمان بهجوهم المباغت في الآردين, مهددين المناطق الخلفية للحلفاء. وأوقف التقدم الألماني ومن إقليم الآردين انطلق صوب ألمانيا مدمرا الحصون التي رفضت الستسلام وعبر نهر الراين عند أوبنهايم وهزم الالمان في جيب الرور واندفع صوب بافاريا واخترقها إلى تشيكوسلوفاكيا والنمسا حيث وضعت الحرب أوزارها.

### بعد الحرب
نتيجة لصراحته وتصريحه بأن على الولايات المتحدة محاربة الشيوعين آنذاك على أن تحاربهم فيما بعد بالإضافة إلى معاملته اللينة للنازيين السابقين الذين وقعوا في قبضته الذي كان يعتقد أنه سوف يحتاج إليهم في إعادة بناء ألمانيا بعد الحرب. كلفه ذلك منصبه القيادي في الجيش وعُيِّن في منصب غير ذي أهمية نسبية وهو الحكم العسكري لمقاطعة بافاريا وبعد انتهاء الحرب أُصيب في حادث سيارة في ديسمبر 1945 ودُفِن في المقابر الأمريكية في لوكسمبورغ إلى جوار الجنود الذين سقطو في أثناء القتال في أوروبا.

## فكره العسكري
كانت تكتيكاته تعتمد على خفة الحركة وعامل الصدمة لسلاح مدرعاته فكانت دباباته تشن الهجوم بأقصى سرعة ممكنه وذلك لمنع الالمان من تشكيل خطوط دفاعية جديدة وغالبا ما كانت قواته تتقدم أسرع مما هو متاح لخطوط المداد وكان يطلب الإمداد من الوحدات الأخرى أو يسرق المؤن والذخيرة منهم وكان يتجاهل اوامر قادته في بعض الأحيان فيشن الهجمات دون الإفادة من قوات الاحتياطي الكبيرة ويسخر كل طاقاته للقتال.وكان قد استخدم الأسلوب الألماني في الحرب الخاطفة ضدهم بنجاح.

## شخصيته

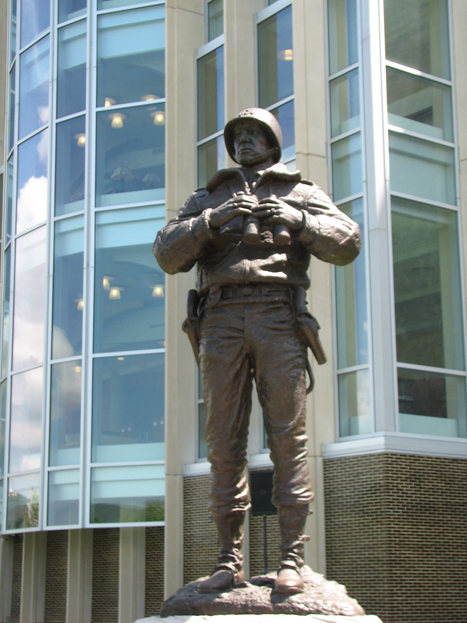
تمثال الجنرال جورج س. باتون في الأكاديمية العسكرية الأمريكية في ويست بوينت، نيويورك

كان باتون رجلا استعراضيا فقد كان يظهر في زيه الكامل الموشي بالأوسمة والوشحة ويضع مسدس ذو القبضة العاجية عيار 45 في حزامه وكان ذلك سببا في افتتان العامة به وألهم رجاله روح القتال في بسالة. وكان أول من أطلق عليه (old blood and guts) أي القوي والجسور العجوز.
كان باتون قائدا ميدانيا أفضل منه مفكرا عسكريا ولكنه كان أكثر شهرة من بعض القادة الذين وضعو فلسفة حرب المدرعات
و جعلته التعليقات السياسية التي كان يطلقها ما بين الحين والآخر حول القضايا السياسية البعيدة عن اختصاصه جعلته رائح اعلاميا مما جعل كثير من القادة الأمريكيون يحاولن محاكاته.

## روابط خارجية
- جورج باتون على موقع IMDb (الإنجليزية)
- جورج باتون على موقع الموسوعة البريطانية (الإنجليزية)
- جورج باتون على موقع مونزينجر (الألمانية)
- جورج باتون على موقع ميوزك برينز (الإنجليزية)
- جورج باتون على موقع إن إن دي بي (الإنجليزية)
- جورج باتون على موقع قاعدة بيانات الفيلم (الإنجليزية)
- جورج باتون على موقع أوليمبيديا (الإنجليزية)